# 아키시마역
아키시마역(일본어: 昭島駅, あきしまえき)은 일본 도쿄도 아키시마시에 있는 철도역이다.

## 타는 곳
| 1 | ■ 오메 선 | 하이지마·오메·오쿠타마 방면 이쓰카이치 선에 직결 운행 무사시이쓰카이치 방면 |
| 2 | ■ 오메 선 | 다치카와·신주쿠·도쿄 방면                                                   |

## 역사
- 1908년 7월 19일: 영업 개시.

## 인접역
| 동일본 여객철도 오메 선 | 동일본 여객철도 오메 선 | 동일본 여객철도 오메 선 |
| ----------------------- | ----------------------- | ----------------------- |
| 나카가미 다치카와 방면  | 오메 선                 | 하이지마 오메 방면      |